# Victoriano Huerta

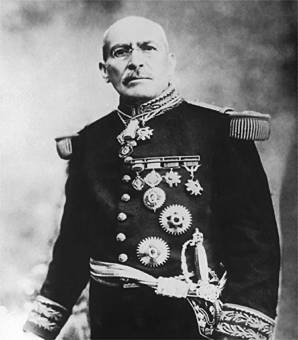
Victoriano Huerta

José Victoriano Huerta Márquez (* 22. Dezember 1850 in Colotlán, Jalisco; † 13. Januar 1916 in El Paso, Texas) war ein mexikanischer General und Präsident Mexikos vom 19. Februar 1913 bis zum 15. Juli 1914.

## Leben
Als Oberst nahm Victoriano Huerta 1900 an der Bekämpfung der Yaqui in Sonora und 1902 der Maya von Chan Santa Cruz in Yucatán (heute Quintana Roo) teil.
Der mexikanische Präsident Porfirio Díaz machte Huerta 1902 zum Brigadegeneral. Unter Amtsinhaber Francisco Madero blieb er im Militärdienst. Als Huerta im Februar 1913 das Oberkommando der Armee bekam, um einen Aufstand niederzuschlagen, wandte er sich aber gegen Madero, setzte ihn ab und ließ ihn schließlich ermorden.
Huerta als neuem und de facto diktatorisch regierendem Machthaber stellte sich eine Koalition nahezu aller revolutionären Kräfte entgegen. Als deren politischer Anführer trat Venustiano Carranza, der Gouverneur von Coahuila, hervor. Er ließ am 19. Februar 1913 dem Usurpator Huerta das Recht auf die Präsidentschaft aberkennen. Er rief das Volk zu den Waffen und beanspruchte für sich den Posten des obersten Heerführers der „konstitutionalistischen“, d. h. der treu zur Verfassung stehenden Streitkräfte.
Die Revolution trat nun in ihre bisher blutigste Phase, die auf beiden Seiten von zahlenmäßig starken und einander erbittert bekämpfenden Armeen bestimmt war. Im Norden begannen die Streitkräfte Pancho Villas, der durch seine Eroberung von Torreón im Herbst 1913 zu einer Revolutionsgröße geworden war, und Álvaro Obregóns die federales, die Bundesarmee Huertas, zunächst aus den Bundesstaaten Chihuahua und Sonora zu verdrängen, um anschließend in Richtung Mexiko-Stadt zu marschieren. Im Süden revoltierte Emiliano Zapata und auch in vielen weiteren Landesteilen flammten Aufstände gegen Huerta auf, die von der Bundesarmee schon aufgrund ihrer zu geringen zahlenmäßigen Stärke nicht mehr unter Kontrolle gebracht werden konnten.
Nachdem Huerta die Hoffnungen der Vereinigten Staaten auf eine besondere Förderung der US-Interessen in Mexiko nicht erfüllt hatte, wandten sich auch diese gegen ihn. Die Vereinigten Staaten schnitten ihm durch die Besetzung der Hafenstadt Veracruz im April 1914 den militärischen Nachschub ab. Huertas Machtstellung, die durch zahlreiche militärische Rückschläge bereits deutlich geschwächt worden war, war nach der vernichtenden Niederlage seiner Armee bei Zacatecas im Juni desselben Jahres nicht mehr zu halten. Im Juli reiste der ehemalige mexikanische Präsident auf dem deutschen Kreuzer Dresden ins Exil nach Jamaika und von dort weiter zunächst nach Europa, später in die USA. Aus dem US-Exil versuchte Huerta zweimal eine Revolution anzustiften und wurde deshalb verhaftet.
Huerta spielte dem amerikanischen Historiker Michael C. Meyer zufolge eine Schlüsselrolle in der Vorgeschichte der Zimmermann-Depesche vom Januar 1917, in der das Deutsche Reich Mexiko ein Kriegsbündnis gegen die Vereinigten Staaten anbot. Schon während seiner Präsidentschaft hatte Huerta sich um enge Beziehungen mit Berlin bemüht und für seine Truppen deutsche Waffen erhalten. Ab 1915 half die deutsche Regierung die Exilbewegung der Huertistas zu finanzieren, die den Präsidenten zurück an die Macht bringen wollten. Sie lieferte weitere Waffen. Während seines Exilaufenthalts in Barcelona und New York traf Huerta persönlich deutsche Agenten und Botschaftsangehörige wie Franz von Rintelen, Franz von Papen und Karl Boy-Ed. Noch aus seiner amerikanischen Haft in El Paso bat er den deutschen Botschafter in Washington, Johann Graf Bernstorff, telegrafisch um Unterstützung für seine Familie. Von diesen Vorgängen waren die Regierungen in Washington und Mexiko unterrichtet. Nach Huertas Tod setzten die deutschen Diplomaten und Spione auf den Revolutionär Pancho Villa, schließlich auf Huertas Nachfolger, Staatspräsident Venustiano Carranza, der das geheime Bündnisangebot erhielt.
Victoriano Huerta starb 1916 in US-amerikanischer Haft in El Paso unter nicht geklärten Umständen, möglicherweise an einer Vergiftung.

## Trivia
Victoriano Huerta wird im Lied La Cucaracha als drogenabhängige Kakerlake verspottet.

„La cucaracha, la cucaracha / ya no puede caminar / porque no tiene, porque le falta / marihuana que fumar“